# Fulham Football Club 2021-2022
Questa voce raccoglie tutte le informazioni riguardanti il Fulham Football Club nelle competizioni ufficiali della stagione 2021-2022.

## Stagione
La stagione 2021-22 è stato il 124º campionato professionistico per il club londinese, la prima stagione in Championship, il secondo livello del calcio inglese, dopo la retrocessione della stagione precedente dalla Premier League 2020-2021. Questa stagione ha visto il Fulham impegnato, oltre che in campionato, anche in FA Cup ed in League Cup. La stagione del Fulham è iniziata subito in salita, con l'eliminazione al terzo turno di League Cup, denominata Carabao Cup per motivi di sponsorizzazione, perdendo 5-6 ai calci di rigore contro il Leeds Utd, dopo che al primo turno aveva vinto per 2-0 sul campo del Birmingham City. Per quanto riguarda la FA Cup, dopo aver vinto 1-0 ai supplementari contro il Bristol City al terzo turno, viene eliminato nel turno successivo dal Manchester City, subendo una sonora sconfitta per 4-1 all'Etihad Stadium. Il 19 aprile 2022, con la vittoria casalinga per 3-0 sul Preston N.E., ottiene la matematica promozione in Premier League con quattro turni di anticipo; il successivo 2 maggio, con l'ampia vittoria casalinga per 7-0 sul Luton Town, arriva anche la vittoria del campionato.

## Maglie e sponsor
Lo sponsor tecnico del Fulham per la stagione 2021-2022 è l'azienda tedesca, Adidas. Lo sponsor che compare sulle maglie è World Mobile, società di rete mobile inglese.
| Casa | Trasferta | Terza maglia |

## Organigramma societario
Dal sito Internet ufficiale della società.
Area tecnica
- Marco Silva – Allenatore
- Luís Boa Morte – Vice allenatore
- Stuart Gray – Assistente Tecnico
- Goncalo Pedro – Assistente Tecnico
- Hugo Oliveira – Preparatore dei portieri
- Bruno Mendes – Performance Manager
- Antonis Lemonakis – Match Analyst
- Colin Omogbehin – Team Manager
- Alastair Harris – Capo Scienze dello sport
- Nigel Sellars – Medico sociale

Academy e settore giovanile
- Michael Cave – Direttore del settore giovanile
- Huw Jennings – Responsabile delle Relazioni Internazionali & Scouting
- Steve Wigley – Capo degli Allenatore Academy

## Rosa
Rosa aggiornata all'8 febbraio 2022.
| N. |                         | Ruolo | Calciatore          |
| -- | ----------------------- | ----- | ------------------- |
| 1  | Slovacchia (bandiera)   | P     | Marek Rodák         |
| 2  | Paesi Bassi (bandiera)  | D     | Kenny Tete          |
| 3  | Giamaica (bandiera)     | D     | Michael Hector      |
| 4  | Belgio (bandiera)       | D     | Denis Odoi          |
| 5  | Paesi Bassi (bandiera)  | D     | Terence Kongolo     |
| 6  | Inghilterra (bandiera)  | C     | Harrison Reed       |
| 7  | RD del Congo (bandiera) | C     | Neeskens Kebano     |
| 8  | Galles (bandiera)       | C     | Harry Wilson        |
| 9  | Serbia (bandiera)       | A     | Aleksandar Mitrović |
| 10 | Scozia (bandiera)       | C     | Tom Cairney         |
| 11 | Francia (bandiera)      | C     | Anthony Knockaert   |
| 12 | Inghilterra (bandiera)  | C     | Nathaniel Chalobah  |
| 13 | Stati Uniti (bandiera)  | D     | Tim Ream            |
| 14 | Giamaica (bandiera)     | A     | Bobby Reid          |
| 16 | Inghilterra (bandiera)  | D     | Tosin Adarabioyo    |
| 17 | Portogallo (bandiera)   | A     | Ivan Cavaleiro      |
| 19 | Brasile (bandiera)      | A     | Rodrigo Muniz       |
| 20 | Portogallo (bandiera)   | C     | Domingos Quina      |
| 20 | Galles (bandiera)       | D     | Neco Williams       |

| N. |                           | Ruolo | Calciatore           |
| -- | ------------------------- | ----- | -------------------- |
| 21 | Argentina (bandiera)      | P     | Paulo Gazzaniga      |
| 22 | Irlanda (bandiera)        | D     | Cyrus Christie       |
| 23 | Inghilterra (bandiera)    | D     | Joe Bryan            |
| 24 | Costa d'Avorio (bandiera) | C     | Jean Seri            |
| 25 | Inghilterra (bandiera)    | C     | Josh Onomah          |
| 26 | Inghilterra (bandiera)    | D     | Alfie Mawson         |
| 28 | Inghilterra (bandiera)    | C     | Fábio Carvalho       |
| 29 | Camerun (bandiera)        | C     | André Zambo Anguissa |
| 31 | Spagna (bandiera)         | P     | Fabri                |
| 33 | Stati Uniti (bandiera)    | D     | Antonee Robinson     |
| 35 | Australia (bandiera)      | C     | Tyrese Francois      |
| 43 | Inghilterra (bandiera)    | D     | Steven Sessegnon     |
| 44 | Inghilterra (bandiera)    | P     | Taye Ashby-Hammond   |
| 45 | Stati Uniti (bandiera)    | D     | Marlon Fossey        |
| 46 | Irlanda (bandiera)        | A     | Oliver O'Neill       |
| 47 | Mauritania (bandiera)     | A     | Aboubakar Kamara     |
| 47 | Stati Uniti (bandiera)    | P     | Damian Las           |
| 48 | Albania (bandiera)        | A     | Adrion Pajaziti      |
| 65 | Inghilterra (bandiera)    | A     | Jay Stansfield       |

## Calciomercato

### Sessione estiva (dall'1/7 al 31/8)
| Acquisti | Acquisti                 | Acquisti          | Acquisti              |
| R.       | Nome                     | da                | Modalità              |
| -------- | ------------------------ | ----------------- | --------------------- |
| P        | Taye Ashby-Hammond       | Maidenhead Utd    | fine prestito         |
| P        | Marcus Bettinelli        | Middlesbrough     | fine prestito         |
| P        | Paulo Gazzaniga          | Aston Villa       | definitivo            |
| D        | Nathaniel Chalobah       | Watford           | definitivo            |
| D        | Cyrus Christie           | Nottingham Forest | fine prestito         |
| D        | Maxime Le Marchand       | Anversa           | fine prestito         |
| D        | Alfie Mawson             | Bristol City      | fine prestito         |
| D        | Jaydn Mundle-Smith       | Maidstone Utd     | fine prestito         |
| D        | Jerome Opoku             | Plymouth          | fine prestito         |
| D        | Steven Sessegnon         | Bristol City      | fine prestito         |
| C        | Marlon Fossey            | Shrewsbury Town   | fine prestito         |
| C        | Stefan Johansen          | QPR               | fine prestito         |
| C        | Neeskens Kebano          | Middlesbrough     | fine prestito         |
| C        | Anthony Knockaert        | Nottingham Forest | fine prestito         |
| C        | Domingos Quina           | Watford           | prestito              |
| C        | Jean Seri                | Bordeaux          | fine prestito         |
| A        | Timmy Abraham            | Raith Rovers      | fine prestito         |
| A        | Aboubakar Kamara         | Digione           | fine prestito         |
| A        | Rodrigo Muniz Carvalho   | Flamengo          | definitivo            |
| A        | Martell Taylor-Crossdale | Colchester Utd    | fine prestito         |
| A        | Harry Wilson             | Liverpool         | definitivo (12 mln £) |

| Cessioni | Cessioni                 | Cessioni            | Cessioni               |
| R.       | Nome                     | a                   | Modalità               |
| -------- | ------------------------ | ------------------- | ---------------------- |
| P        | Alphonse Areola          | Paris Saint-Germain | fine prestito          |
| P        | Marcus Bettinelli        | Chelsea             | definitivo             |
| P        | George Wickens           | Wealdstone          | prestito               |
| D        | Jordan Aina              |                     | fine contratto         |
| D        | Ola Aina                 | Torino              | fine prestito          |
| D        | Joachim Andersen         | Olympique Lione     | fine prestito          |
| D        | Jayden Barber            | Aston Villa         | definitivo             |
| D        | Lesley Duru              |                     | fine contratto         |
| D        | Maxime Le Marchand       | Strasburgo          | definitivo             |
| D        | Jaydn Mundle-Smith       | Dulwich Hamlet      | fine contratto         |
| D        | Luca Murphy              |                     | fine contratto         |
| D        | Jerome Opoku             | Vejle               | prestito               |
| C        | André Zambo Anguissa     | Napoli              | prestito               |
| D        | Ben Davis                | Oxford Utd          | definitivo             |
| C        | Ryan De Havilland        |                     | fine contratto         |
| C        | Jake Gee                 | Brighton            | definitivo             |
| C        | Jayden Harris            | Aldershot Town      | fine contratto         |
| C        | Stefan Johansen          | QPR                 | definitivo (600.000 £) |
| C        | Mario Lemina             | Southampton         | fine prestito          |
| C        | Ruben Loftus-Cheek       | Chelsea             | fine prestito          |
| C        | Kevin McDonald           |                     | fine contratto         |
| A        | Timmy Abraham            | Newport County      | prestito               |
| A        | Mika Biereth             | Arsenal             | definitivo             |
| A        | Sylvester Jasper         | Colchester Utd      | prestito               |
| A        | Aboubakar Kamara         | Arīs Salonicco      | definitivo (4 mln £)   |
| A        | Ademola Lookman          | RB Lipsia           | fine prestito          |
| A        | Josh Maja                | Bordeaux            | fine prestito          |
| A        | Martell Taylor-Crossdale |                     | fine contratto         |

### Sessione domestica (dall'1/9 al 17/10)
| Acquisti | Acquisti | Acquisti | Acquisti |
| R.       | Nome     | da       | Modalità |
| -------- | -------- | -------- | -------- |

| Cessioni | Cessioni           | Cessioni       | Cessioni       |
| R.       | Nome               | a              | Modalità       |
| -------- | ------------------ | -------------- | -------------- |
| P        | Jacob Adams        | Walton Casuals | prestito       |
| P        | Taye Ashby-Hammond | Boreham Wood   | prestito breve |
| D        | Connor McAvoy      | Wealdstone     | prestito breve |

### Operazioni esterne (dall'1/9 al 2/1)
| Acquisti | Acquisti           | Acquisti     | Acquisti            |
| R.       | Nome               | da           | Modalità            |
| -------- | ------------------ | ------------ | ------------------- |
| P        | Taye Ashby-Hammond | Boreham Wood | fine prestito breve |
| D        | Connor McAvoy      | Wealdstone   | fine prestito breve |

| Cessioni | Cessioni           | Cessioni     | Cessioni               |
| R.       | Nome               | a            | Modalità               |
| -------- | ------------------ | ------------ | ---------------------- |
| P        | Taye Ashby-Hammond | Boreham Wood | rinnovo prestito breve |
| D        | Connor McAvoy      | Wealdstone   | rinnovo prestito breve |

### Sessione invernale (dal 3/1 al 31/1)
| Acquisti | Acquisti           | Acquisti       | Acquisti             |
| R.       | Nome               | da             | Modalità             |
| -------- | ------------------ | -------------- | -------------------- |
| P        | Taye Ashby-Hammond | Boreham Wood   | fine prestito breve  |
| D        | Connor McAvoy      | Wealdstone     | fine prestito breve  |
| A        | Sylvester Jasper   | Colchester Utd | risoluzione prestito |

| Cessioni | Cessioni           | Cessioni      | Cessioni             |
| R.       | Nome               | a             | Modalità             |
| -------- | ------------------ | ------------- | -------------------- |
| P        | Taye Ashby-Hammond | Boreham Wood  | prestito             |
| P        | Damian Las         | Austin FC     | definitivo           |
| D        | Cyrus Christie     | Swansea City  | prestito             |
| D        | Connor McAvoy      | Wealdstone    | prestito             |
| D        | Denis Odoi         | Club Bruges   | definitivo           |
| D        | Steven Sessegnon   | Plymouth      | prestito             |
| C        | Marlon Fossey      | Bolton        | prestito             |
| C        | Domingos Quina     | Watford       | risoluzione prestito |
| A        | Terry Ablade       | AFC Wimbledon | prestito             |
| A        | Jean-Pierre Tiéhi  | Rodez         | prestito             |

### Operazioni esterne (dall'1/2 al 30/6)
| Acquisti         | Acquisti      | Acquisti  | Acquisti            |
| R.               | Nome          | da        | Modalità            |
| ---------------- | ------------- | --------- | ------------------- |
| C                | Neco Williams | Liverpool | prestito            |
| Altre operazioni |               |           |                     |
| R.               | Nome          | da        | Modalità            |
| C                | Jonathon Page | Merstham  | fine prestito breve |

| Cessioni         | Cessioni           | Cessioni         | Cessioni       |
| R.               | Nome               | a                | Modalità       |
| ---------------- | ------------------ | ---------------- | -------------- |
| A                | Sylvester Jasper   | Hibernian        | prestito       |
| Altre operazioni |                    |                  |                |
| R.               | Nome               | da               | Modalità       |
| P                | Luca Ashby-Hammond | Stockport County | prestito breve |
| P                | Julian Schwarzer   | Kingstonian      | prestito breve |
| C                | Jonathon Page      | Merstham         | prestito breve |

## Risultati

### Championship

#### Girone di andata
| Arbitro: | Stroud |

|            |           |          |
| Wilson 29’ | Marcatori | 77’ Bola |

| Arbitro: | Whitestone |

|             |           |                                                          |
| Pearson 41’ | Marcatori | 9’ Mitrović 37’ Onomah 43’ Carvalho 78’, 90+5’ Cavaleiro |

| Arbitro: | Eltringham |

|           |           |                         |
| Afobe 87’ | Marcatori | 3’ Mitrović 8’ Carvalho |

| Arbitro: | Robinson |

|                           |           |  |
| Mitrović 22’ Carvalho 34’ | Marcatori |  |

| Arbitro: | Gillette |

|                                 |           |  |
| Wilson 5’ Reid 53’ Mitrović 72’ | Marcatori |  |

| Arbitro: | Busby |

|            |           |  |
| Bowler 49’ | Marcatori |  |

| Arbitro: | Webb |

|                   |           |                                              |
| Deeney 29’ (rig.) | Marcatori | 10’ Odoi 44’ (rig.), 83’ Mitrović 54’ Wilson |

| Arbitro: | Martin |

|           |           |                 |
| Muniz 86’ | Marcatori | 19’, 53’ Ejaria |

| Arbitro: | Hooper |

|            |           |              |
| Palmer 79’ | Marcatori | 50’ Mitrović |

| Arbitro: | Smith |

|                        |           |              |
| Mitrović 12’, 32’, 45’ | Marcatori | 38’ Paterson |

| Arbitro: | Ward |

|                                          |           |                      |
| Gyökeres 47’, 70’ Godden 51’ Maatsen 61’ | Marcatori | 18’ (aut.) McFadzean |

| Arbitro: | Langford |

|                                           |           |           |
| Mitrović 10’, 67’ Reid 71’ Robinson 90+1’ | Marcatori | 55’ Dykes |

| Arbitro: | Robinson |

|                          |           |  |
| Cairney 57’ Mitrović 63’ | Marcatori |  |

| Arbitro: | Linington |

|  |           |                                                      |
|  | Marcatori | 7’ (aut.) Spence 58’, 67’ (rig.) Mitrović 61’ Kebano |

| Arbitro: | Salisbury |

|                               |           |  |
| Mitrović 20’ (rig.), 40’, 82’ | Marcatori |  |

| Arbitro: | Gillette |

|  |           |                                                                       |
|  | Marcatori | 6’, 79’ Kebano 19’ Mitrović 54’, 58’ Wilson 81’, 90+1’ Muniz Carvalho |

| Arbitro: | Whitestone |

|  |           |              |
|  | Marcatori | 74’ Mitrović |

| Arbitro: | Smith |

|                                                 |           |               |
| Mitrović 24’ Carvalho 34’ Kebano 72’ Wilson 81’ | Marcatori | 78’ Adeboyejo |

| Hammersmith e Fulham 24 novembre 2021, ore 19:45 GMT 19ª giornata | Fulham     | 0 – 0 referto | Derby County | Craven Cottage (16 468 spett.)\| Arbitro: \| Eltringham \| |
| Arbitro:                                                          | Eltringham |               |              |                                                            |

| Arbitro: | Kavanagh |

|           |           |          |
| Evans 72’ | Marcatori | 15’ Ream |

| Arbitro: | Robinson |

|                |           |             |
| Adarabioyo 84’ | Marcatori | 46’ Solanke |

| Arbitro: | Bramall |

|             |           |              |
| Adebajo 62’ | Marcatori | 19’ Mitrović |

| Arbitro: | Linington |

|  |           |           |
|  | Marcatori | 3’ Ndiaye |

#### Girone di ritorno
| Arbitro: | Ward |

|                                                                            |           |                        |
| Roberts 10’ (aut.) Kebano 35’ Carvalho 38’, 75’ Cairney 43’ Robinson 90+3’ | Marcatori | 45’ Sunjic 74’ Gardner |

| Arbitro: | Harrington |

|  |           |                                                                             |
|  | Marcatori | 13’, 60’ Wilson 48’ (rig.), 89’ Mitrović 68’ Tete 70’ Kebano 75’ Adarabioyo |

| Arbitro: | Gillette |

|           |           |                                                            |
| Piroe 75’ | Marcatori | 46’ Mitrović 52’ (aut.) Cabango 73’ Reid 77’, 85’ Williams |

| Arbitro: | Robinson |

|                                                       |           |                 |
| Mitrović 21’, 41’, 45+1’ Kebano 31’, 57’ Carvalho 36’ | Marcatori | 7’, 29’ Semenyo |

| Arbitro: | Whitestone |

|                              |           |                                |
| Wright-Phillips 1’ Baker 58’ | Marcatori | 2’ Muniz 33’ Carvalho 72’ Reid |

| Arbitro: | Bankes |

|             |           |            |
| Mitrović 6’ | Marcatori | 57’ Bowler |

| Arbitro: | Linington |

|  |           |              |
|  | Marcatori | 73’ Mitrović |

| Arbitro: | Donohue |

|                            |           |  |
| Mitrović 29’, 50’ Reid 87’ | Marcatori |  |

| Arbitro: | Woolmer |

|  |           |              |
|  | Marcatori | 57’ Mitrović |

| Arbitro: | Harrington |

|          |           |                            |
| Reid 82’ | Marcatori | 31’ Ward 43’ (rig.) Holmes |

| Arbitro: | Gillette |

|                          |           |              |
| Mitrović 28’ (rig.), 62’ | Marcatori | 89’ Marriott |

| Arbitro: | Doughty |

|  |           |              |
|  | Marcatori | 41’ Mitrović |

| Arbitro: | Webb |

|                       |           |  |
| Kebano 25’ Wilson 35’ | Marcatori |  |

| Arbitro: | Robinson |

|                   |           |            |
| Morris 44’ (rig.) | Marcatori | 86’ Wilson |

| Arbitro: | Friend |

|              |           |  |
| Robinson 63’ | Marcatori |  |

| Arbitro: | Smith |

|  |           |                  |
|  | Marcatori | 15’ Zinckernagel |

| Arbitro: | Ward |

|  |           |                          |
|  | Marcatori | 14’, 78’ (rig.) Mitrović |

| Arbitro: | Stroud |

|          |           |                                    |
| Reid 82’ | Marcatori | 20’ Rose 24’ Gyökeres 90+3’ O'Hare |

| Arbitro: | Jones |

|                                  |           |              |
| Plange 51’ Adarabioyo 73’ (aut.) | Marcatori | 20’ Carvalho |

| Arbitro: | Doughty |

|                               |           |  |
| Mitrović 9’, 41’ Carvalho 34’ | Marcatori |  |

| Arbitro: | Scott |

|                      |           |              |
| Solanke 90+8’ (rig.) | Marcatori | 56’ Mitrović |

| Arbitro: | Robinson |

|                                                                         |           |  |
| Cairney 29’ Tete 39’ Carvalho 54’ Mitrović 62’, 90+2’ Reid 65’ Seri 79’ | Marcatori |  |

| Arbitro: | Smith |

|                                                  |           |  |
| Gibbs-White 10’ Ndiaye 21’ Berge 25’ Stevens 49’ | Marcatori |  |

### FA Cup

#### Turni eliminatori
| Arbitro: | Moss (West Yorkshire) |

|  |           |             |
|  | Marcatori | 105’ Wilson |

| Arbitro: | [[File:Template:Naz/ING\|class=noviewer\|Template:Naz/ING (bandiera)\|20x16px]] Gillette |

|                                               |           |             |
| Gündoğan 6’ Stones 13’ Mahrez 53’ (rig.), 57’ | Marcatori | 4’ Carvalho |

### EFL Cup

#### Turni eliminatori
| Arbitro: | Barrott |

|  |           |                               |
|  | Marcatori | 26’ Stansfield 90+2’ Robinson |

| Arbitro: | Robinson |

|                                                         |                      |                                                                |
| Onomah Cavaleiro Kebano Bryan Hector Reid Rodrigo Muniz | Tiri di rigore 5 – 6 | Rodrigo James Phillips Dallas Forshaw Firpo Gelhardt McKinstry |

## Statistiche

### Statistiche di squadra
Statistiche aggiornate al 9 maggio 2022.
| Competizione | Punti        | In casa | In casa | In casa | In casa | In casa | In casa | In trasferta | In trasferta | In trasferta | In trasferta | In trasferta | In trasferta | Totale | Totale | Totale | Totale | Totale | Totale | D.R. |
| Competizione | Punti        | G       | V       | N       | P       | Gf      | Gs      | G            | V            | N            | P            | Gf           | Gs           | G      | V      | N      | P      | Gf     | Gs     | D.R. |
| ------------ | ------------ | ------- | ------- | ------- | ------- | ------- | ------- | ------------ | ------------ | ------------ | ------------ | ------------ | ------------ | ------ | ------ | ------ | ------ | ------ | ------ | ---- |
| Championship | 90           | 23      | 14      | 4       | 5       | 56      | 20      | 23           | 13           | 5            | 4            | 50           | 23           | 46     | 27     | 9      | 10     | 106    | 43     | +63  |
| FA Cup       | Quarto turno | 0       | 0       | 0       | 0       | 0       | 0       | 2            | 1            | 0            | 1            | 2            | 4            | 2      | 1      | 0      | 1      | 2      | 4      | -2   |
| EFL Cup      | Terzo Turno  | 1       | 0       | 1       | 0       | 0       | 0       | 1            | 1            | 0            | 0            | 2            | 0            | 2      | 1      | 1      | 0      | 2      | 0      | +2   |
| Totale       | 90           | 24      | 14      | 5       | 5       | 56      | 20      | 26           | 15           | 5            | 6            | 54           | 27           | 50     | 29     | 10     | 11     | 110    | 47     | +63  |

### Andamento in campionato
| Giornata  | 1  | 2 | 3 | 4 | 5 | 6 | 7 | 8 | 9 | 10 | 11 | 12 | 13 | 14 | 15 | 16 | 17 | 18 | 19 | 20 | 21 | 22 | 23 | 24 | 25 | 26 | 27 | 28 | 29 | 30 | 31 | 32 | 33 | 34 | 35 | 36 | 37 | 38 | 39 | 40 | 41 | 42 | 43 | 44 | 45 | 46 |
| --------- | -- | - | - | - | - | - | - | - | - | -- | -- | -- | -- | -- | -- | -- | -- | -- | -- | -- | -- | -- | -- | -- | -- | -- | -- | -- | -- | -- | -- | -- | -- | -- | -- | -- | -- | -- | -- | -- | -- | -- | -- | -- | -- | -- |
| Luogo     | C  | T | T | C | C | T | T | C | T | C  | T  | C  | C  | T  | C  | T  | T  | C  | C  | T  | C  | T  | C  | C  | T  | T  | C  | T  | C  | T  | C  | T  | C  | C  | T  | C  | T  | T  | C  | T  | C  | T  | C  | T  | C  | T  |
| Risultato | N  | V | V | V | V | P | V | P | N | V  | P  | V  | V  | V  | V  | V  | V  | V  | N  | N  | N  | N  | P  | V  | V  | V  | V  | V  | N  | V  | V  | V  | P  | V  | V  | V  | N  | P  | P  | V  | P  | P  | V  | N  | V  | P  |
| Posizione | 17 | 1 | 2 | 1 | 1 | 2 | 1 | 2 | 4 | 3  | 5  | 3  | 2  | 2  | 2  | 2  | 2  | 1  | 1  | 1  | 1  | 1  | 1  | 1  | 1  | 1  | 1  | 1  | 1  | 1  | 1  | 1  | 1  | 1  | 1  | 1  | 1  | 1  | 1  | 1  | 1  | 1  | 1  | 1  | 1  | 1  |

Legenda:

Luogo: C = Casa; T = Trasferta. Risultato: V = Vittoria; N = Pareggio; P = Sconfitta.